# Eitarō Suzuki
Eitarō Suzuki (鈴木栄太郎?, Suzuki Eitarō; 20 aprile 1899 – maggio 1979) è stato un lottatore giapponese, specializzato nella lotta libera. Rappresentò il Giappone ai Giochi olimpici estivi di Los Angeles 1932, dove venne eliminato al secondo turno, dopo aver rimediato due sconfitte per schienata, prima dall'ungherese Károly Kárpáti e poi dal francese Charles Pacôme.